# Селім Яшар
Селім Яшар (тур. Selim Yaşar, російське ім'я Зелімхан (Калой) Картоєв (рос. Зелимхан (Калой) Картоев); нар. 20 лютого 1990, село Долаково, Назрановський район, Чечено-Інгушська АРСР) — турецький і російський борець вільного стилю інгушського походження, срібний та бронзовий призер чемпіонатів світу, срібний призер Олімпійських ігор.

## Біографія
Народився в селі Долаково, що нині входить до Республіки Інгушетія. Боротьбою почав займатися з 2004 року. До 2013 року виступав за збірну Росії. У її складі був дворазовим чемпіоном Європи серед юніорів — у 2009 та 2010 роках. У 2009 році також виграв юніорську світову першість. Але на дорослому рівні на міжнародних змаганнях найвищого рівня за збірну Росії не виступав. У 2013 році через високу конкуренцію у першій команді Росії змінив громадянство на турецьке. Разом з тим змінив своє ім'я Зелімхан (Калой) Картоєв, під яким був відомий в Росії, на турецьке — Селім Яшар. У складі турецької збірної завоював всі свої нагороди на змаганнях найвищого рівня на дорослому рівні — дві медалі світової першості і олімпійська медаль. Тренується у свого земляка з Інгушетії Адама Барахоєва, що відомий в Туреччині під ім'ям Адем Берекет. Виступає за борцівський клуб «Бюїкшеїр» зі Стамбула. Чемпіон Туреччини 2014 та 2015 років.
У фіналі літніх Олімпійських ігор 2016 року в Ріо-де-Жанейро Селім Яшар зустрівся з представником Росії Абдулрашидом Садулаєвим з Дагестану, аварцем за національністю на прізвисько «Російський танк» і поступився тому з рахунком 0-5. Йому ж він програв у фіналі чемпіонату світу 2015 року в Лас-Вегасі з рахунком 0-6 та у першому колі чемпіонату світу 2014 року в Ташкенті з рахунком 2-19, але потім у втішних поєдинках зумів вибороти бронзову нагороду.
Після Олімпіади в Бразилії Селім Яшар повернувся на батьківщину в Інгушетію, де його зустрічала ще в аеропорту Магаса довга низка уболівальників. Фанати на руках віднесли земляка-олімпійця в шикарний білий лімузин та провезли по республіці в супроводі кортежу мотоциклістів і автомобілів з національними інгушськими прапорами. Глава Інгушетії Юнус-Бек Євкуров вручив Селімові Яшару і його тренеру Адаму Барахоєву ключі від квартир та машин «Toyota Camry». Напередодні олімпійського фіналу Юнус-Бек Євкуров закликав жителів республіки підтримати Селіма Яшара в бою проти представника Росії Абдулрашіда Садулаєва, що викликало невдоволення російських уболівальників

## Спортивні результати на міжнародних змаганнях

### Виступи на Олімпіадах
| Змагання                    | Збірна    | Вагова категорія          | Місце  |
| --------------------------- | --------- | ------------------------- | ------ |
| Літні Олімпійські ігри 2016 | Туреччина | вільна боротьба, до 86 кг | Срібло |

### Виступи на Чемпіонатах світу
| Змагання                        | Збірна    | Вагова категорія          | Місце  |
| ------------------------------- | --------- | ------------------------- | ------ |
| Чемпіонат світу з боротьби 2014 | Туреччина | вільна боротьба, до 86 кг | Бронза |
| Чемпіонат світу з боротьби 2015 | Туреччина | вільна боротьба, до 86 кг | Срібло |
| Чемпіонат світу з боротьби 2017 | Туреччина | вільна боротьба, до 86 кг | 7      |

### Виступи на Чемпіонатах Європи
| Змагання                         | Збірна    | Вагова категорія          | Місце  |
| -------------------------------- | --------- | ------------------------- | ------ |
| Чемпіонат Європи з боротьби 2016 | Туреччина | вільна боротьба, до 86 кг | 8      |
| Чемпіонат Європи з боротьби 2017 | Туреччина | вільна боротьба, до 86 кг | Бронза |

### Виступи на Кубках світу
| Змагання                    | Збірна    | Вагова категорія          | Місце |
| --------------------------- | --------- | ------------------------- | ----- |
| Кубок світу з боротьби 2016 | Туреччина | вільна боротьба, до 86 кг | 8     |
| Кубок світу з боротьби 2017 | Туреччина | вільна боротьба, до 86 кг | 4     |

### Виступи на Іграх ісламської солідарності
| Змагання                          | Збірна    | Вагова категорія          | Місце  |
| --------------------------------- | --------- | ------------------------- | ------ |
| Ігри ісламської солідарності 2017 | Туреччина | вільна боротьба, до 86 кг | Срібло |

### Виступи на інших змаганнях
| Змагання                                                | Збірна    | Вагова категорія          | Місце  |
| ------------------------------------------------------- | --------- | ------------------------- | ------ |
| Міжнародний турнір Ньюйоркського атлетичного клубу 2010 | Росія     | вільна боротьба, до 84 кг | Бронза |
| Турнір Алі Алієва 2011                                  | Росія     | вільна боротьба, до 84 кг | 13     |
| Турнір Г. Картозія і В. Балавадзе 2011                  | Росія     | вільна боротьба, до 84 кг | Бронза |
| Турнір Степана Саргісяна 2012                           | Росія     | вільна боротьба, до 84 кг | 5      |
| Інтерконтинентальний кубок з боротьби 2012              | Росія     | вільна боротьба, до 84 кг | Бронза |
| Міжнародний турнір Ньюйоркського атлетичного клубу 2012 | Росія     | вільна боротьба, до 84 кг | Срібло |
| Київський Міжнародний турнір з боротьби 2013            | Росія     | вільна боротьба, до 84 кг | 9      |
| Турнір Алі Алієва 2013                                  | Росія     | вільна боротьба, до 84 кг | 5      |
| Турнір Яшара Догу 2015                                  | Туреччина | вільна боротьба, до 86 кг | 5      |
| Меморіал Вацлава Циолковського 2015                     | Туреччина | вільна боротьба, до 86 кг | Золото |
| Турнір Яшара Догу 2016                                  | Туреччина | вільна боротьба, до 86 кг | Срібло |
| Турнір Яшара Догу 2017                                  | Туреччина | вільна боротьба, до 86 кг | Срібло |
| Гран-прі «Іван Яригін» 2018                             | Туреччина | вільна боротьба, до 86 кг | 10     |
| Турнір Олександра Медведя 2018                          | Туреччина | вільна боротьба, до 86 кг | 11     |
| Турнір Дана Колова — Николи Петрова 2019                | Туреччина | вільна боротьба, до 86 кг | 14     |
| Турнір Яшара Догу 2019                                  | Туреччина | вільна боротьба, до 86 кг | Бронза |
| Меморіал Вацлава Циолковського 2019                     | Туреччина | вільна боротьба, до 86 кг | 5      |
| Турнір Яшара Догу 2020                                  | Туреччина | вільна боротьба, до 86 кг | Золото |
| Меморіал Вацлава Циолковського 2020                     | Туреччина | вільна боротьба, до 86 кг | Бронза |
| Меморіал Маттео Пелліконе 2021                          | Туреччина | вільна боротьба, до 92 кг | Золото |
| Турнір Яшара Догу 2021                                  | Туреччина | вільна боротьба, до 92 кг | Золото |

### Виступи на змаганнях молодших вікових груп
| Змагання                                       | Збірна | Вагова категорія          | Місце  |
| ---------------------------------------------- | ------ | ------------------------- | ------ |
| Чемпіонат Європи з боротьби серед юніорів 2009 | Росія  | вільна боротьба, до 84 кг | Золото |
| Чемпіонат світу з боротьби серед юніорів 2009  | Росія  | вільна боротьба, до 84 кг | Золото |
| Чемпіонат Європи з боротьби серед юніорів 2010 | Росія  | вільна боротьба, до 84 кг | Золото |